# روبن آگیلار
روبن آگیلار (انگلیسی: Ruben Aguilar؛ زادهٔ ۲۶ آوریل ۱۹۹۳) بازیکن فوتبال اهل فرانسه است.
از باشگاه‌هایی که در آن بازی کرده‌است می‌توان به موناکو اشاره کرد.

## اوایل زندگی
آگیلار در گرنوبل، ایزر به دنیا آمد.

## باشگاهی

### اوسر
آگیلار در سال ۲۰۱۴ از گرنوبل به اوسر پیوست. او اولین بازی خود را در لیگ ۲ در ۱ اوت ۲۰۱۴ در برابر لو آور در برد خانگی ۲–۰ انجام داد. در فصل ۱۷–۲۰۱۶، او ۳۰ بازی لیگ برای اوسر انجام داد.

### مون‌پلیه
در می ۲۰۱۷، آگیلار با مون‌پلیه قرارداد امضا کرد.

### موناکو
در ۶ آگوست ۲۰۱۹، آگیلار با قراردادی پنج ساله به موناکو پیوست.

## حرفه بین‌المللی
در ۹ نوامبر ۲۰۲۰، آگیلار برای اولین بار به تیم ملی فوتبال فرانسه دعوت شد، زیرا قبلاً هرگز در هیچ سطحی برای فرانسه بازی نکرده بود.

## زندگی شخصی
آگیلار در فرانسه از مادری فرانسوی و پدری اسپانیایی به دنیا آمد. او یک بار به دلیل عدم تطابق پایگاه داده مدیر فوتبال به تیم ملی فوتبال بولیوی فراخوانده شد.